# Monodontídeos
Monodontídeos (Monodontidae) é uma família de mamíferos cetáceos, típica dos mares frios do círculo polar ártico. O grupo caracteriza-se por uma cabeça bolbosa, nadadeiras peitorais pequenas e nadadeira dorsal ausente.
A família Monodontidae é composta por apenas dois géneros e duas espécies:
- Narval (Monodon monoceros).
- Baleia-branca ou beluga (Delphinapterus leucas)

Além disso, o golfinho-do-irauádi (Orcaella brevirostris) apresenta muitas características em comum com os monodontídeos e foi considerado parte desta família até estudos genéticos recentes mostrarem que está mais relacionado com a família Delphinidae (golfinhos).